# Млинкі (Куявсько-Поморське воєводство)
Млинкі (пол. Młynki) — село в Польщі, у гміні Венцборк Семполенського повіту Куявсько-Поморського воєводства.
У 1975-1998 роках село належало до Бидгощського воєводства.